# 第34回日劇學院賞
←第33回 - 第34回 - 第35回→
第34回日劇學院賞，針對2002年7月到9月在日本播出的連續劇做出投票與評比。

## 得獎名單

### 最優秀作品賞
1. 午餐女王
2. 太陽的季節
3. 心靈感應

- 讀者票：1.午餐女王；2.太陽的季節；3.戀愛偏差值
- 記者票：1.不需要愛情的夏天；2.午餐女王；3.心靈感應
- 評審票：1.午餐女王；2.私家偵探濱麥克；3.心靈感應

### 主演男優賞
1. 瀧澤秀明（太陽的季節）
2. 小田切讓（心靈感應）
3. 渡部篤郎（不需要愛情的夏天）

- 讀者票：1.瀧澤秀明（太陽的季節）；2.小田切讓（心靈感應）；3.上川隆也（少年們3）
- 記者票：1.渡部篤郎（不需要愛情的夏天）；2.小田切讓（心靈感應）；3.瀧澤秀明（太陽的季節）
- 評審票：1.永瀬正敏（私家偵探濱麥克）；2.瀧澤秀明（太陽的季節）；3.渡部篤郎（不需要愛情的夏天）

### 主演女優賞
1. 竹內結子（午餐女王）
2. 廣末涼子（不需要愛情的夏天）
3. 中谷美紀（戀愛偏差值）

- 讀者票：1.竹內結子（午餐女王）；2.觀月亞里莎（秀逗小護士4）；3.高野志穂（櫻花）
- 記者票：1.竹內結子（午餐女王）；2.廣末涼子（不需要愛情的夏天）；3.中谷美紀（戀愛偏差值）
- 評審票：1.竹內結子（午餐女王）；2.中谷美紀（戀愛偏差值）；3.矢田亞希子（甜心小廚師）、鶴田真由（心靈感應）

### 助演男優賞
1. 妻夫木聰（午餐女王）
2. 藤木直人（秀逗小護士4）
3. 小田切讓（天體觀測）

- 讀者票：1.妻夫木聰（午餐女王）；2.藤木直人（秀逗小護士4）；3.小田切讓（天體觀測）
- 記者票：1.妻夫木聰（午餐女王）；2.小田切讓（天體觀測）；3.江口洋介（午餐女王）
- 評審票：1.妻夫木聰（午餐女王）；2.野口五郎（櫻花）、藤原龍也（不需要愛情的夏天）

### 助演女優賞
1. 池脇千鶴（太陽的季節）
2. 上戶彩（甜心小廚師）
3. 小西真奈美（天體觀測）

- 讀者票：1.池脇千鶴（太陽的季節）；2.松下由樹（秀逗小護士4）；3.伊東美咲（午餐女王）
- 記者票：1.池脇千鶴（太陽的季節）；2.上戶彩（甜心小廚師）；3.小西真奈美（天體觀測）
- 評審票：1.田畑智子（天體觀測）；2.上戶彩（甜心小廚師）；3.小西真奈美（天體觀測）、小雪（天體觀測）、麻生祐未（少年們3）

### 其他
- 主題歌賞：EGO-WRAPPIN'：くちばしにチェリー（私家偵探濱麥克）
- 新人俳優賞：高野志穗（櫻）
- 最佳服裝賞：小田切讓（天體觀測）
- 腳本賞：龍居由佳里（不需要愛情的夏天）
- 監督賞：堤幸彦、松原浩、今井夏木（不需要愛情的夏天）
- 劇中音樂賞：吉俣良（午餐女王）
- 卡司賞：午餐女王
- 片頭片尾賞：高田弘隆（太陽的季節）
- 電視週刊特別賞：來自北國